# Granåsen
Il Granåsen (nome ufficiale in norvegese Granåsen skisenter, "centro sciistico Granåsen") è un trampolino situato a Trondheim, in Norvegia.

## Storia
Inaugurato nel 1940 e più volte ristrutturato, l'impianto ha ospitato le gare di salto con gli sci e di combinata nordica dei Campionati mondiali di sci nordico del 1995, oltre a numerose tappe della Coppa del Mondo di combinata nordica e della Coppa del Mondo di salto con gli sci. Attualmente il trampolino K 78 è stato demolito, mentre restano attivi gli altri salti.

## Caratteristiche
In seguito alla ristrutturazione del 2008 i due trampolini principali ora presenti sono un HS 105 con punto K 90 (trampolino normale) e HS 140 con punto K 124 (trampolino lungo); i rispettivi primati di distanza appartengono al norvegese Espen Røe e alla giapponese Sara Takanashi (105 m nel 2010 e nel 2013) e al polacco Kamil Stoch (146 m nel 2018). Il primato ufficioso dal trampolino lungo, tuttavia, è stato stabilito dal tedesco Markus Eisenbichler nel 2018 (148,5 m).